# Wynn Everett
Wynn Everett (Atlanta, 26 ottobre 1978) è un'attrice e scrittrice statunitense.

## Biografia
Everett è nata ad Atlanta, Georgia, ed è cresciuta a Dunwoody e a Cumming. Ha frequentato la Forsyth Central High School. Si è laureata alla Auburn University in scienze della comunicazione e teatro.
Everett ha preso parte a numerose serie televisive, tra cui House of Lies, Supernatural, Grey's Anatomy, The Event, The Mentalist, Outlaw e il pilot di TNT Bird Dog. È inoltre apparsa in diversi film come La punta della lancia (2005), La guerra di Charlie Wilson (2007). Dal 2012 al 2013 ha fatto parte del cast di The Newsroom nel ruolo di Tamara Hart. Everett è anche una poetessa, e le sue opere sono state pubblicate da The Curator, "Darling Magazine", River Poets Anthology e Wilderness House Literary Review.
Nel 2013 è protagonista della serie della ABC Mind Games insieme a Steve Zahn e Christian Slater. La serie è stata cancellata dopo cinque episodi. In seguito è stata scelta come protagonista del pilot Lumen del canale TNT.
Nel 2015 è stata scelta per interpretare Madame Masque nella seconda stagione della serie televisiva Agent Carter.

## Filmografia parziale

### Cinema
- La punta della lancia (End of the Spear), regia di Jim Hanon (2005)
- Trainwreck: My Life as an Idiot, regia di Tod Harrison Williams (2007)
- La guerra di Charlie Wilson (Charlie Wilson's War), regia di Mike Nichols (2007)
- The Collective, regia di Judson Pearce Morgan e Kelly Overton (2008)
- The Maiden Heist - Colpo grosso al museo (The Maiden Heist), regia di Peter Hewitt (2009)
- Don't Fade Away, regia di Luke Kasdan (2011)
- City of Lies - L'ora della verità (City of Lies), regia di Brad Furman (2018)
- Palmer, regia di Fisher Stevens (2021)

### Televisione
- Hope & Faith – serie TV, 4 episodi (2005)
- Law & Order: Criminal Intent – serie TV, episodio 5x11 (2006)
- CSI - Scena del crimine (CSI: Crime Scene Investigation) – serie TV, episodio 9x10 (2009)
- Cold Case - Delitti irrisolti (Cold Case) – serie TV, episodio 6x14 (2009)
- The Mentalist – serie TV, episodio 1x18 (2009)
- Supernatural – serie TV, episodio 4x20 (2009)
- Valentine – serie TV, episodio 1x05 (2009)
- In Plain Sight - Protezione testimoni (In Plain Sight) – serie TV, episodio 2x14 (2009)
- Bones – serie TV, episodio 5x07 (2009)
- Drop Dead Diva – serie TV, episodio 2x02 (2010)
- Outlaw – serie TV, episodio 1x03 (2010)
- Grey's Anatomy – serie TV, episodio 7x07 (2010)
- The Event – serie TV, episodi 1x01-1x05-1x10 (2010)
- NCIS: Los Angeles – serie TV, episodio 2x21 (2011)
- House of Lies – serie TV, episodio 1x10 (2012)
- The Newsroom – serie TV, 19 episodi (2012-2013)
- Vegas – serie TV, episodio 1x19 (2013)
- Mind Games – serie TV, 5 episodi (2014)
- Agent Carter – serie TV, 10 episodi (2016)
- This Is Us – serie TV, 6 episodi (2016-2018, 2022)
- Patsy & Loretta, regia di Callie Khouri (2019)
- Dolly Parton: Le corde del cuore (Dolly Parton's Heartstrings) – serie TV, episodio 1x01 (2019)
- Teenage Bounty Hunters – serie TV, 7 episodi (2020)
- Doom Patrol – serie TV, 7 episodi (2021-2023)
- The Walking Dead – serie TV, episodio 11x14 (2022)

## Doppiatrici italiane
Nelle versioni in italiano delle opere in cui ha recitato, Wynn Everett è stata doppiata da:
- Patrizia Mottola in Law & Order: Criminal Intent
- Letizia Scifoni in Cold Case - Delitti irrisolti
- Laura Facchin in CSI - Scena del crimine
- Chiara Colizzi in Supernatural
- Chiara Gioncardi in Grey's Anatomy
- Eleonora De Angelis in The Mentalist
- Gilberta Crispino in The Newsroom
- Selvaggia Quattrini in Modern Family
- Marina Guadagno in Agent Carter
- Georgia Lepore in Dolly Parton: Le corde del cuore